# Anthophora eversmannii
Anthophora eversmannii är en biart som först beskrevs av Dalla Torre och Heinrich Friese 1895.  Anthophora eversmannii ingår i släktet pälsbin, och familjen långtungebin. Inga underarter finns listade i Catalogue of Life.